# Mahmud Shah I di Kedah
Paduka Sri Sultan Mahmud Shah I ibni al-Marhum Sultan Muzzil Shah (XIII secolo – Kota Sungai Mas, 22 maggio 1321) è stato sultano di Kedah dal 1280 al 1321.
Venne educato privatamente. Risiedeva nella città di Kota Sungai Mas.
Il 24 agosto 1280 fu proclamato sultano. Creò un gabinetto di governo che fu guidato da Tengku Ahmad, suo fratello minore e principe ereditario.
Nel 1282 incaricò Ahmad di costruire una città chiamata Kota Seputeh per frenare i nemici provenienti dal nord, dalle monti del Tenasserim. Ordinò inoltre a Paduka Dato Temenggung di costruire una città a Wang, a monte del fiume Merpah, che venne chiamata Kota Wang. Essa aveva lo scopo di proteggere il regno dai nemici provenienti da Tenangsari. Al suo completamento, Kota Wang fu consegnata a Dato Pahlawan Berma Raja mentre Kota Seputih venne data a Dato Seraja Wang poiché se ne prendessero cura.
Si sposò con Tunku Aisha ed ebbe tre figli, due maschi e una femmina.
Morì nel suo palazzo di Kota Sungai Mas il 22 maggio 1321 per malattia e fu sepolto nel cimitero reale della stessa città.